# Albert Solà i Jiménez
Albert Solà i Jiménez (Barcelona, 1956 - la Bisbal d'Empordà, 8 d'octubre de 2022), també conegut com «El monarca de la Bisbal», va ser un cambrer català, que afirmava ser fill no reconegut del rei Joan Carles I d'Espanya.
Fill biològic d'Anna María Bach Ramon, va ser donat en adopció en néixer i va ser adoptat per Salvador Solà i Antonia Jiménez.
Va interposar diverses demandes al rei perquè fos reconeguda la seva paternitat, presentant proves d'ADN. El Tribunal Suprem d'Espanya va denegar-li aquesta possibilitat el 2015. El 2018 va recórrer al Tribunal Constitucional qui tampoc va acceptar el seu recurs. Va fer-se proves genètiques amb la ciutadana belga Ingrid Sartiau, que també afirmava ser filla de Joan Carles i el resultat confirmà, amb una alta probabilitat, que tots dos eren germans. L'any 2019 va publicar l'autobiografia El monarca de la Bisbal.
El 8 d'octubre 2022 va morir d'una aturada cardíaca en un restaurant de la Bisbal d'Empordà (el Baix Empordà). Aquell dia, després d'acabar la jornada laboral al restaurant de Serra de Daró on treballava de cambrer, va passar per casa seva abans de trobar-se amb uns amics al Pa i Trago, un bar que freqüentava a la Bisbal d'Empordà. En aquell establiment va demanar una copa de vi i, sense tastar-la, va perdre el coneixement de camí a la taula on hi havia els seus amics. Nogensmenys, el tribunal de primera instància i instrucció número 3 de la Bisbal d'Empordà va obrir diligències per a investigar la mort, les quals es van arxivar una setmana més tard després que l'autòpsia determinés un infart agut de miocardi com a causa de mort.
El cap de setmana immediatament després de la seva mort, el programa de televisió Sálvame va fer saber que una treballadora del bar havia manipulat les càmeres de vigilància del local 50 minuts abans i 50 minuts després del desenllaç letal, sense que pogués enregistrar el defalliment de Solà. Quan la treballadora en va ser interrogada va justificar els moviments com una «cosa habitual» sense «cap relació amb els fets esdevinguts».